# Toranosuke Takagi
Toranosuke Takagi, (japonsky: 高木 虎之介 - Takagi Toranosuke, známý také jako japonsky: 高木 虎 Tora Takagi) (* 12. února 1974 – Šizuoka, Japonsko) je japonský automobilový závodník.

## Počátek kariéry
Takagi byl výrazně ovlivněn svým otcem, závodníkem v cestovních vozech. V 80. letech tak začal jezdit na motokárách, zúčastnivše se prvního šampionátu v roce 1987. Po vítězství v několika japonských motokárových sériích začal roku 1992 jezdit ve Formuli Toyota. Tam vydržel pouze do roku 1993, než začal závodit v japonské Formuli 3, kde skončil ve své první sezoně desátý.

## Účast ve Formuli 1

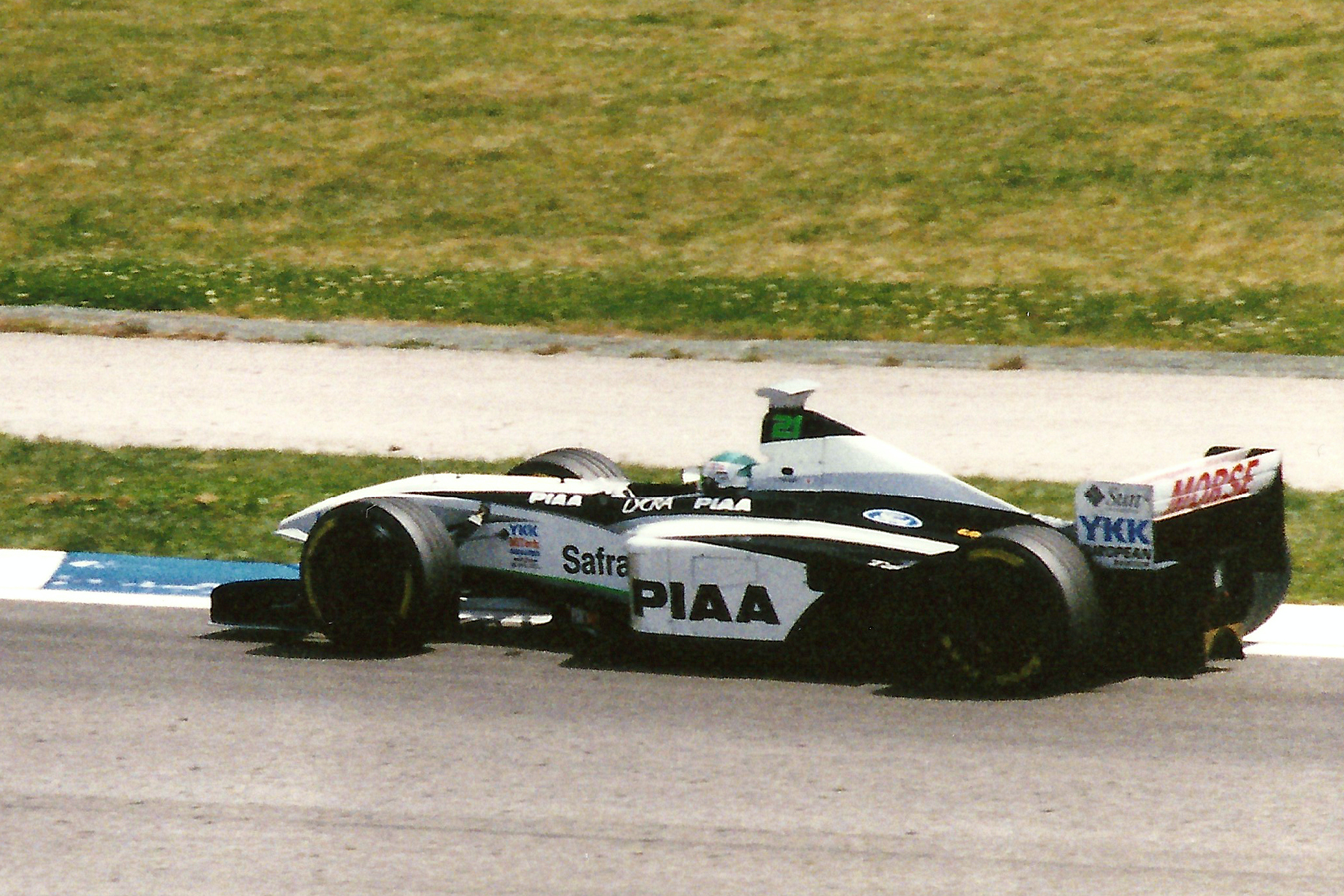
Takagi ve vozu Tyrrell během Grand Prix Španělska 1998

Během roku 1994 si Takagiho všiml známý japonský závodník Satoru Nakadžima, který ho zaměstnal ve stáji Nakadžima Racing ve Formuli 3000. Od roku 1995 byl významnou součástí týmu, než si ho roku 1997 vybrala stáj Formule 1 Tyrrell jako svého testovacího jezdce. O rok později se již probojoval do závodní dvojice a stal se tak šestým Japoncem ve Formuli 1. Příští rok Takagi závodil za stáj Arrows a pomalu se tak dostával do evropského povědomí, kvůli jistým problémům v komunikaci s týmem však na konci sezony 1999 Formuli 1 opustil.

## Dnešní kariéra
Roku 2000 se Takagi připojil k Nakadžimovu týmu ve Formuli Nippon, kde dosáhl osmi vítězství v deseti závodech, což byl historicky nejlepší výsledek této soutěže. Později jezdil za tým Walker Racing v závodech Champ Car, za který dosáhl nejlépe čtvrtého místa v Houstonu roku 2002. Přestoupil tak do Indy Racing League, kde však skončil až na celkově desátém místě. Ve stejném roce, tedy 2003, se také účastnil závodu Indianapolis 500, kde skončil pátý a získal tak cenu pro nejlepšího nováčka.
Po další neúspěšné sezoně v Indy Racing League se Takagi roku 2005 vrátil do Japonska k Formuli Nippon, kde získal vlastnický podíl v týmu Cerumo, za který také začal závodit.

## Kompletní výsledky ve Formuli 1
| Legenda k tabulce | Legenda k tabulce                                                                       |
| Barva             | Výsledek                                                                                |
| ----------------- | --------------------------------------------------------------------------------------- |
| Zlatá             | Vítěz                                                                                   |
| Stříbrná          | 2. místo                                                                                |
| Bronzová          | 3. místo                                                                                |
| Zelená            | Bodované umístění                                                                       |
| Modrá             | Nebodované umístění                                                                     |
| Modrá             | Dokončil neklasifikován (NC)                                                            |
| Fialová           | Odstoupil (Ret)                                                                         |
| Červená           | Nekvalifikoval se (DNQ)                                                                 |
| Červená           | Nepředkvalifikoval se (DNPQ)                                                            |
| Černá             | Diskvalifikován (DSQ)                                                                   |
| Bílá              | Nestartoval (DNS)                                                                       |
| Bílá              | Závod zrušen (C)                                                                        |
| Světle modrá      | Pouze trénoval (PO)                                                                     |
| Světle modrá      | Páteční testovací jezdec (TD)                                                           |
| Bez barvy         | Netrénoval (DNP)                                                                        |
| Bez barvy         | Vyřazen (EX)                                                                            |
| Bez barvy         | Nepřijel (DNA)                                                                          |
| Bez barvy         | Odvolal účast (WD)                                                                      |
| Bez barvy         | Nezúčastnil se (prázdné)                                                                |
| Označení          | Význam                                                                                  |
| Tučnost           | Pole position                                                                           |
| Kurzíva           | Nejrychlejší kolo                                                                       |
| †                 | Jezdec nedojel do cíle, ale byl klasifikován, protože odjel více než 90 % délky závodu. |
| ‡                 | Byl udělován poloviční počet bodů, protože bylo odjeto méně než 75 % délky závodu.      |
| Horní index       | Umístění bodujících jezdců ve sprintu                                                   |

| Rok  | Tým     | 1       | 2       | 3       | 4       | 5      | 6       | 7       | 8       | 9       | 10      | 11      | 12      | 13      | 14      | 15      | 16      | Umístění | Body |
| ---- | ------- | ------- | ------- | ------- | ------- | ------ | ------- | ------- | ------- | ------- | ------- | ------- | ------- | ------- | ------- | ------- | ------- | -------- | ---- |
| 1998 | Tyrrell | AUS Ret | BRA Ret | ARG 12  | SMR Ret | ESP 13 | MON 11  | CAN Ret | FRA Ret | GBR 9   | AUT Ret | GER 13  | HUN 14  | BEL Ret | ITA 9   | LUX 16  | JPN Ret | -        | 0    |
| 1999 | Arrows  | AUS 7   | BRA 8   | SMR Ret | MON Ret | ESP 12 | CAN Ret | FRA DSQ | GBR 16  | AUT Ret | GER Ret | HUN Ret | BEL Ret | ITA Ret | EUR Ret | MAL Ret | JPN Ret | -        | 0    |